# 菅沼貞吉
菅沼 貞吉（すがぬま さだよし、生年不明 - 没年不明）は、戦国時代の三河国の武将。

## 生涯
菅沼氏庶流の長篠菅沼家２代当主の菅沼元成の三男として生まれる。母は分かっていない。兄に長篠菅沼家３代当主の菅沼俊則と都田菅沼家初代当主の菅沼俊弘がいる。妻は奥平貞俊の娘。

## 系譜
父：菅沼元成
母：不明
兄：菅沼俊則
　：菅沼俊弘
妻：奥平貞俊の娘。